# Um Homem Célebre
Um Homem Célebre é um filme brasileiro de 1974, do gênero drama, dirigido por Miguel Faria Jr., com roteiro dele e Jorge Laclette baseado no conto homônimo de Machado de Assis, incluído na coletânea Várias Histórias.

## Sinopse
Pestana é um músico frustrado que conhece a fama nos salões do Rio de Janeiro com suas canções populares, mas seu maior desejo é a consagração como compositor erudito.

## Elenco[2]
- Walmor Chagas .... Pestana
- Marie Claude
- Maria Lúcia Dahl
- Ruth de Souza
- Carlos Duval
- Gracinda Freire
- Ednei Giovenazzi
- Darlene Glória
- Carlos Kroeber
- Nara Leão
- José Celso Martinez Corrêa
- Nildo Parente
- Antonio Pitanga
- Thaís Portinho
- Gianni Ratto
- Fábio Sabag
- José Vicente
- Antônio Victor
- Bibi Vogel